# Partit Democràtic Senegalès
El Partit Democràtic Senegalès (PDS), és un partit polític senegalès, generalment considerat com d'inspiració liberal, fundat l'any 1974 per l'advocat Abdoulaye Wade. És membre de la Xarxa liberal africana i de la Internacional liberal.

## Història
En 1974, Léopold Sédar Senghor, dirigent de la Unió Progressista Senegalesa (UPS) i president de la República des de la independència l'any 1960, va decidir d'instaurar el multipartidisme al Senegal. S'havia resistir molt de temps a aquesta idea explicant que un (PRA-S) en via de desenvolupament hi havia més necessitat d'unitat que de divisions. Escaldat pel bipartidisme, Senghor havia preferit en principi, el 1976, absorbir en un nou partit, el Partit Socialista (PS), al seu rival de sempre, el Partit del Reagrupament Africà-Sénégal (PRA-S). Aquest partit, prohibit fins aquell moment, era el del seu antic primer ministre i oponent, Mamadou Dia, empresonat a partir de 1962 per temptativa de cop d'Estat i a continuació amnistiat l'any 1974. El multipartidisme volgut pel president Senghor l'any 1974 fou en principi timid, limitant-se a autoritzar quatre formacions polítiques, de les quals el PDS dirigit per Abdoulaye Wade (que va ser l'advocat de Dia).
El successor del president Senghor, Abdou Diouf, antic Primer ministre, va instaurar el 1981 el multipartisme intégral, donant l'ocasió a més de 70 partits polítics de resgistrar-se.

## Comptesses electorals
| Any  | Candidat       | Vots (1a volta) | Percentatge (1a volta) | Vots (2a volta) | Percentatge (2a volta) |
| ---- | -------------- | --------------- | ---------------------- | --------------- | ---------------------- |
| 1978 | Abdoulaye Wade | 174817          | 17,38 %                |                 |                        |
| 1983 | Abdoulaye Wade | 161 067         | 14,79 %                |                 |                        |
| 1988 | Abdoulaye Wade | 291 869         | 25,80 %                |                 |                        |
| 1993 | Abdoulaye Wade | 415 295         | 32,03 %                |                 |                        |
| 2000 | Abdoulaye Wade | 518 740         | 31,00 %                | 969 332         | 58,10 %                |
| 2007 | Abdoulaye Wade | 1 914 403       | 55,90 %                |                 |                        |
| 2012 | Abdoulaye Wade | 942 327         | 34,81 %                | 992 556         | 34,20 %                |

| Any  | Partit        | Vots      | Percentatge | Escons | Total |
| ---- | ------------- | --------- | ----------- | ------ | ----- |
| 1978 | PDS           | 17        | / 100       |        |       |
| 1983 | PDS           | 150 785   | 13,97 %     | 8      | / 120 |
| 1988 | PDS           | 275 552   | 24,74 %     | 17     | / 120 |
| 1993 | PDS           | 321 585   | 30,21 %     | 27     | / 120 |
| 1998 | PDS           | 19,20 %   | 23          | / 140  |       |
| 2001 | Coalició Sopi | 931 617   | 49,60 %     | 89     | / 120 |
| 2007 | Coalició Sopi | 1 190 609 | 69,21 %     | 131    | / 150 |
| 2012 | PDS           | 298 846   | 15,23       | 12     | / 150 |

## Símbols
El seu color és el blau. El símbol del partit, una espiga de mill de color or, es troba al centre de la seva bandera blava.

## Organització

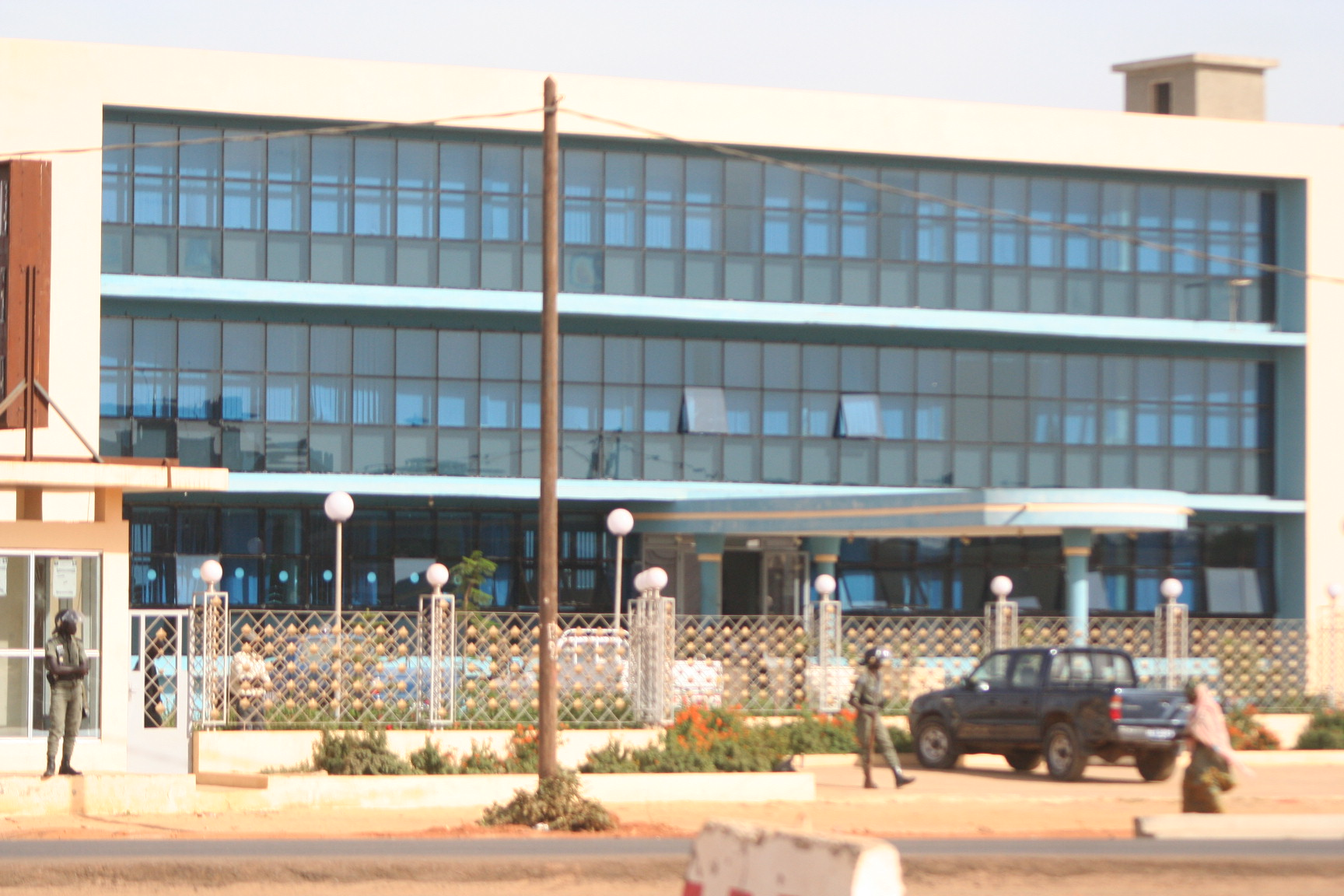
Permanència Oumar Lamine Badji a Dakar

La seva seu central es troba a Dakar.

## Publicacions
- Proposicions per un codi electoral democràtic, Dakar, 1986, 14 pàg.
- Sénégal : la fraude electoral institutionnalisée, 1986, 40 pàg.